# Вітувка (Підляське воєводство)
Вітувка (пол. Witówka) — село в Польщі, у гміні Рачки Сувальського повіту Підляського воєводства.
Населення — 82 особи (2011).
У 1975-1998 роках село належало до Сувальського воєводства.

## Демографія
Демографічна структура станом на 31 березня 2011 року:
|          | Загалом | Допрацездатний вік | Працездатний вік | Постпрацездатний вік |
| -------- | ------- | ------------------ | ---------------- | -------------------- |
| Чоловіки | 49      | 17                 | 29               | 3                    |
| Жінки    | 33      | 6                  | 17               | 10                   |
| Разом    | 82      | 23                 | 46               | 13                   |